# Elezioni generali in Israele del 1996
Le elezioni generali in Israele del 1996 si tennero il 29 maggio per l'elezione del Primo ministro e il rinnovo della Knesset.
Nell'elezione diretta a Primo ministro, Benjamin Netanyahu prevalse con il 50,5% dei voti validi, rispetto a Shimon Peres, che ne ottenne il 49,5%. Fra i due ci fu uno scarto di soli 29.457 voti. Tuttavia, alla Knesset, la lista di Netanyahu, formata, oltre al Likud, da Gesher e Tzometz, ottenne solo 32 seggi su 120, il che rese necessario formare un governo di coalizione. Al momento del giuramento, la coalizione che sosteneva il Governo Netanyahu I era composta da otto partiti: Likud, Gesher, Tzomet, Shas, Partito Nazionale Religioso, Yisrael BaAliyah, Ebraismo della Torah Unito e da La Terza Via.
Tuttavia entrambi i maggiori partiti persero una decina di seggi parlamentari, decretando il fallimento della riforma elettorale dell'elezione diretta del Primo Ministro.

## Risultati

### Elezione del Primo ministro
| Benjamin Netanyahu | Likud                        | 1 501 023 | 50,50 |  |  |  |  |  |
| Shimon Peres       | Partito Laburista Israeliano | 1 471 566 | 49,50 |  |  |  |  |  |
| Totale             | Totale                       | 2 972 589 | 100   |  |  |  |  |  |
|                    |                              |           |       |  |  |  |  |  |
| Voti non validi    | Voti non validi              | 148 681   | 4,76  |  |  |  |  |  |
| Votanti            | Votanti                      | 3 121 270 | 79,36 |  |  |  |  |  |
| Elettori           | Elettori                     | 3 933 250 |       |  |  |  |  |  |

### Elezioni parlamentari
| Partito Laburista Israeliano             | 818 741   | 26,83 | 34  |  |  |  |
| Likud-Gesher-Tzomet                      | 767 401   | 25,14 | 32  |  |  |  |
| Shas                                     | 259 796   | 8,51  | 10  |  |  |  |
| Partito Nazionale Religioso              | 240 271   | 7,87  | 9   |  |  |  |
| Meretz                                   | 226 275   | 7,41  | 9   |  |  |  |
| Yisrael BaAliyah                         | 174 994   | 5,73  | 7   |  |  |  |
| Hadash - Balad                           | 129 455   | 4,24  | 5   |  |  |  |
| Ebraismo della Torah Unito               | 98 657    | 3,23  | 4   |  |  |  |
| Terza Via                                | 96 474    | 3,16  | 4   |  |  |  |
| Lista Araba Unita                        | 89 514    | 2,93  | 4   |  |  |  |
| Moledet                                  | 72 002    | 2,36  | 2   |  |  |  |
| Unità per la Difesa dei Nuovi Immigranti | 22 741    | 0,75  | –   |  |  |  |
| Gil                                      | 14 935    | 0,49  | –   |  |  |  |
| Confederazione Progressista              | 13 983    | 0,46  | –   |  |  |  |
| Telem Emuna                              | 12 737    | 0,42  | –   |  |  |  |
| Partito dell'Insediamento                | 5 533     | 0,18  | –   |  |  |  |
| Yamin Yisrael                            | 2 845     | 0,09  | –   |  |  |  |
| Partito dei Diritti Umani nella Famiglia | 2 338     | 0,08  | –   |  |  |  |
| Ta'al                                    | 2 087     | 0,07  | –   |  |  |  |
| Partito dei Lavoratori Da'am             | 1 351     | 0,04  | –   |  |  |  |
| Totale                                   | 3 052 130 | 100   | 120 |  |  |  |
|                                          |           |       |     |  |  |  |
| Voti non validi                          | 67 702    | 2,17  |     |  |  |  |
| Votanti                                  | 3 119 832 | 79,32 |     |  |  |  |
| Elettori                                 | 3 933 250 |       |     |  |  |  |